# Мадсен, Петер (футболист)
Петер Планх Мадсен (дат. Peter Planch Madsen; род. 26 апреля 1978, Роскилле) — датский футболист, игравший на позиции форварда.

## Карьера
Мадсен с 2007 по 2012 выступал за датский футбольный клуб  
«Брондбю». Петер уже играл за этот клуб с 1997 по 2003 год (сыграл 124 матча, забил 40 голов). Также Петер играл в клубах немецкой Бундеслиги «Вольфсбург» (2003), «Бохум» (2003—2005), «Кёльн» (2005—2007), в 2006 году выступал за английский «Саутгемптон» на правах аренды. 
За сборную Дании Петер выступал с 2001 по 2005 года, провёл 13 матчей, забил 3 мяча. Был участником чемпионата мира 2002 и чемпионата Европы 2004.

## Статистика

### Матчи Мадсена за сборную Дании
| Матчи Мадсена за сборную Дании | Матчи Мадсена за сборную Дании | Матчи Мадсена за сборную Дании | Матчи Мадсена за сборную Дании | Матчи Мадсена за сборную Дании | Матчи Мадсена за сборную Дании |
| ------------------------------ | ------------------------------ | ------------------------------ | ------------------------------ | ------------------------------ | ------------------------------ |
| №                              | Дата                           | Соперник                       | Счёт                           | Голы Мадсена                   | Соревнование                   |
| 1                              | 6 октября 2001                 | Исландия                       | 6:0                            | —                              | Чемпионат мира 2002 (отбор)    |
| 2                              | 10 ноября 2001                 | Нидерланды                     | 1:1                            | —                              | Товарищеский матч              |
| 3                              | 27 марта 2002                  | Ирландия                       | 0:3                            | —                              | Товарищеский матч              |
| 4                              | 17 апреля 2002                 | Израиль                        | 3:1                            | —                              | Товарищеский матч              |
| 5                              | 26 мая 2002                    | Тунис                          | 2:1                            | —                              | Товарищеский матч              |
| 6                              | 16 ноября 2003                 | Англия                         | 3:2                            | —                              | Товарищеский матч              |
| 7                              | 18 февраля 2004                | Турция                         | 1:0                            | —                              | Товарищеский матч              |
| 8                              | 31 марта 2004                  | Испания                        | 0:2                            | —                              | Товарищеский матч              |
| 9                              | 5 июня 2004                    | Хорватия                       | 1:2                            | —                              | Товарищеский матч              |
| 10                             | 27 июня 2004                   | Чехия                          | 0:3                            | —                              | Чемпионат Европы 2004          |
| 11                             | 18 августа 2004                | Польша                         | 5:1                            | 3                              | Товарищеский матч              |
| 12                             | 4 сентября 2004                | Украина                        | 1:1                            | —                              | Чемпионат мира 2006 (отбор)    |
| 13                             | 9 февраля 2005                 | Греция                         | 1:2                            | —                              | Чемпионат мира 2006 (отбор)    |

Итого: 13 матчей / 3 гола; 6 побед, 2 ничьи, 5 поражений.